# Craig Mackinlay
Craig Mackinlay, né le 7 octobre 1966, est un homme politique britannique. Il a été membre du Parti pour l'indépendance du Royaume-Uni puis du Parti conservateur.

## Biographie
En juin 2017, le Crown Prosecution Service inculpe Craig Mackinlay et deux membres de son équipe de campagne, accusés d'avoir « délibérément rendu des déclarations de dépenses de campagne erronées ».
À la suite d'une septicémie, il est amputé des jambes et des bras. Avec ses prothèses, il se présente comme le premier "député bionique" et reçoit une standing ovation lors de son retour au Parlement en mai 2024.
Il est créé baron Mackinlay de Richborough et entre à la chambre des Lords le 23 août 2024.

## Résultats électoraux

### Chambres des communes
| Élection          | Circonscription | Parti | Parti        | Voix   | %    | Résultats |
| ----------------- | --------------- | ----- | ------------ | ------ | ---- | --------- |
| Générales de 1992 | Gillingham      |       | Indépendant  | 248    | 0,4  | Échec     |
| Générales de 1997 | Gillingham      |       | UKIP         | 590    | 1,2  | Échec     |
| Générales de 2001 | Totnes          |       | UKIP         | 3 010  | 6,1  | Échec     |
| Générales de 2005 | Gillingham      |       | UKIP         | 1 191  | 2,6  | Échec     |
| Générales de 2015 | South Thanet    |       | Conservateur | 18 848 | 38,1 | Élu       |
| Générales de 2017 | South Thanet    |       | Conservateur | 25 262 | 50,8 | Élu       |

### Commissaire de police et de crime
| Date | Zone | Parti | Parti        | Voix   | %    | Résultats |
| ---- | ---- | ----- | ------------ | ------ | ---- | --------- |
| 2012 | Kent |       | Conservateur | 51 671 | 25,2 | Échec     |

### Élections locales
| Date | Conseil        | District | Parti | Parti        | Voix  | Résultats |
| ---- | -------------- | -------- | ----- | ------------ | ----- | --------- |
| 2011 | Medway Council | River    |       | Conservateur | 1 037 | Élu       |

### Parlement européen
| Élection            | Circonscription       | Parti | Parti | Voix    | %    | Résultats |
| ------------------- | --------------------- | ----- | ----- | ------- | ---- | --------- |
| Européennes de 1994 | Kent West             |       | UKIP  | 9 750   | 5,2  | Échec     |
| Européennes de 1999 | Londres               |       | UKIP  | 61 741  | 5,4  | Échec     |
| Européennes de 2004 | Angleterre du Sud-Est |       | UKIP  | 431 111 | 19,5 | Échec     |